# وليام بورتر
وليام جيمس بورتر (بالإنجليزية: William J. Porter)‏ (1 سبتمبر 1914 - 15 مارس 1988) كان دبلوماسياً أمريكياً ترأس في الفترة من 1971 إلى 1973 الوفد الأمريكي إلى محادثات باريس للسلام لإنهاء حرب فيتنام . كان بورتر أول سفير للولايات المتحدة في الجزائر وشغل أيضًا منصب سفير كوريا الجنوبية وكندا والمملكة العربية السعودية.

## حياته
ولد ويليام ج. بورتر في ستاليبريدج، إنجلترا في 1 سبتمبر 1914، وهو ابن ضابط في البحرية الملكية توفي خلال الحرب العالمية الأولى . بعد وفاة والده، انتقلت والدته إلى فول ريفر بولاية ماساتشوستس للعيش بقرب العائلة. تخرج من كلية بوسطن في عام 1930 وحصل على دورة سكرتارية في كلية ثيبودو لإدارة الأعمال في فول ريفر 1930-1932. أصبح بورتر مواطنًا أمريكيًا متجنسًا عام 1936.

## مهنة الخدمة الخارجية
بعد لقاء فرصة مع وزير الولايات المتحدة في المجر جون فلورنوي مونتغومري، دعا مونتغمري بورتر للحضور معه إلى بودابست كسكرتير خاص له في عام 1936. في العام التالي 1937، انضم بورتر إلى وزارة الخارجية الأمريكية . كضابط في الخدمة الخارجية، عمل بورتر في بغداد 1937-1941؛ بيروت 1941-1943؛ ودمشق 1943-1946. أثناء خدمته في سوريا، التقى وتزوج من إلينور هنري، ممرضة في جيش الولايات المتحدة من فيلادلفيا، والتي تم تعيينها في القاهرة. أمضى 1946-1947 في وزارة الخارجية الأمريكية في واشنطن العاصمة كمسؤول مكتب فلسطين. عاد إلى الميدان في نيقوسيا 1947-1950. في عام 1951، كان مساعدًا خاصًا لرئيس صوت أمريكا، ثم أمضى 1951-1953 كمسؤول عن الشؤون اليونانية في وزارة الخارجية.
قضى بورتر 1953-1957 في السفارة الأمريكية بالرباط ؛ هناك، كان شاهدًا مباشرًا لاستقلال المغرب في عام 1956. وكان بعد ذلك مدير مكتب شؤون شمال إفريقيا بوزارة الخارجية من 1957 إلى 1961، ثم مدير صوت أمريكا 1961-1962.
في عام 1962، عين رئيس الولايات المتحدة جون ف. كينيدي بورتر كأول سفير للولايات المتحدة في الجزائر في أعقاب استقلال الجزائر . لقد أظهر مهارة في التعامل مع كل من المسؤولين الفرنسيين والجزائريين، حيث طلب سفير الولايات المتحدة في فيتنام الجنوبية هنري كابوت لودج جونيور تعيين بورتر في سايجون. شغل منصب نائب السفير في فيتنام الجنوبية 1965 حتي 1967. في عام 1967، عين الرئيس ليندون جونسون سفير بورتر للولايات المتحدة في كوريا الجنوبية وشغل بورتر هذا المنصب حتى عام 1971.
في عام 1971، اختار الرئيس ريتشارد نيكسون بورتر ليحل محل ديفيد كيه بروس رئيسًا للوفد الأمريكي في محادثات باريس للسلام . قبل انتهاء تلك المحادثات، في عام 1973، عين نيكسون بورتر وكيل وزارة الخارجية للشؤون السياسية، مع تولي بورتر هذا المنصب من 2 فبراير 1973 حتى 18 فبراير 1974. ثم عين نيكسون سفير الولايات المتحدة لبورتر في كندا، مع شغل بورتر لهذا المنصب في الفترة من 13 مارس 1974 وحتى 16 ديسمبر 1975.
ثم اختار الرئيس جيرالد فورد بورتر سفيرا للولايات المتحدة في المملكة العربية السعودية. قدم بورتر أوراق اعتماده في 21 فبراير 1976 وغادر هذا المنصب في 27 مايو 1977.

## التقاعد
تقاعد بورتر إلى ويستبورت بوينت، ماساتشوستس عام 1977. توفي من السرطان في منزل روز هاوثورن لاثروب في فال ريفر بولاية ماساتشوستس في 15 مارس 1988.

## روابط خارجية
- وليام بورتر على موقع مونزينجر (الألمانية)
- وليام بورتر على موقع إن إن دي بي (الإنجليزية)